# Saturday (Oooh! Ooooh!)
«Saturday (Oooh! Ooooh!)» — третій сингл репера Лудакріса з альбому Word of Mouf, випущений 8 січня 2002 року. Пісня була спродюсована Organized Noize.
Пісня дебютувала в Billboard Hot 100 під номером 95 16 лютого 2002 року, досягла №37 6 квітня 2002 року і потім досягла 22 місця 20 квітня.

## Чарти
| Чарт (2002)                               | Найвища позиція |
| ----------------------------------------- | --------------- |
| Велика Британія (Official Charts Company) | 31              |
| США (Billboard Hot 100)                   | 22              |
| США (Hot R&B/Hip-Hop Songs) (Billboard)   | 10              |
| США (Rap Songs) (Billboard)               | 10              |